# Лука Гіні
Лука Гіні (італ. Luca Ghini, 1490 — 4 травня 1556) — італійський (болонський та пізанський) ботанік та лікар, засновник та перший директор Пізанського ботанічного саду, його вважають першим упорядником гербарію (вперше запропонував використовувати метод гербаризації).

## Біографія
Лука Гіні народився у місті Імола у 1490 році.
9 лютого 1527 року Гіні покликали на читання практичної медицини. 1533 року через розбіжності із сенатом Болоньї він покинув викладання.
У 1534 році йому запропонували кафедру медицини.
28 червня 1535 року він отримав болонське громадянство, яке було офіційно підтверджено 22 вересня 1554 року.
Лука Гіні переїхав до Фано, де з 19 березня 1536 року займався медичною практикою, отримуючи зарплату набагато більшу, ніж попередні.
Його прибуття в Пізу знаменує собою важливу дату переважно завдяки тому, що він заснував Пізанський ботанічний сад у 1543 році табув його першим директором. Лука Гіні також відіграв провідну роль у створенні Ботанічного саду Флоренції (1 грудня 1545 року).
Гіні вважається першим упорядником гербарію (Лука Гіні запропонував для збереження рослин використовувати метод гербарізаціі). Він збирав протягом 1550-х років та передав мистецтво сушіння рослин багатьом учням.
Лука Гіні помер у Болоньї 4 травня 1556 року.

## Наукова діяльність
Лука Гіні спеціалізувався на насіннєвих рослинах.